# Núi Langbiang

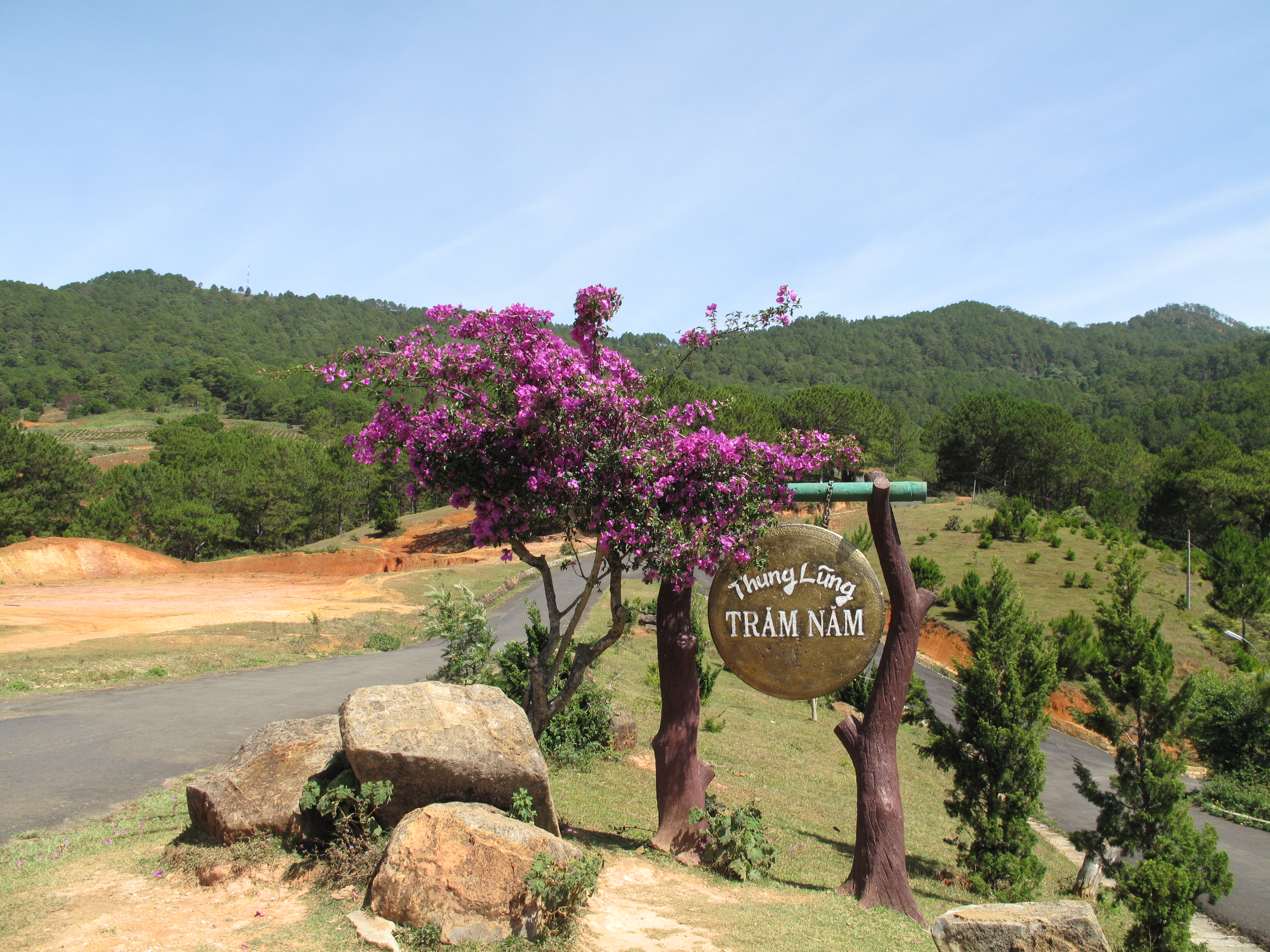
Thung lũng trăm năm

Núi Langbiang là một cụm núi cao nằm cách thành phố Đà Lạt 12 km thuộc địa phận huyện Lạc Dương. Hai núi cao nhất tại đây là núi Bà cao 2.167 m và núi Ông cao 2.124 m so với mặt nước biển. Ngoài ra trong khu du lịch còn có ngọn đồi Ra-đa cao 1.929 m, ngọn đồi này cũng là một địa điểm quen thuộc đối với du khách. Nhìn từ trung tâm thành phố Đà Lạt có thể thấy núi Bà nằm bên trái, núi Ông nằm bên phải. Langbiang được ví như "nóc nhà" của Đà Lạt và là điểm tham quan du lịch hấp dẫn, nổi tiếng ở thành phố này.

## Huyền thoại
Langbiang – là hai tên ghép từ câu chuyện của chàng K’lang và nàng H'biang theo truyền thuyết của dân tộc K’Ho. 

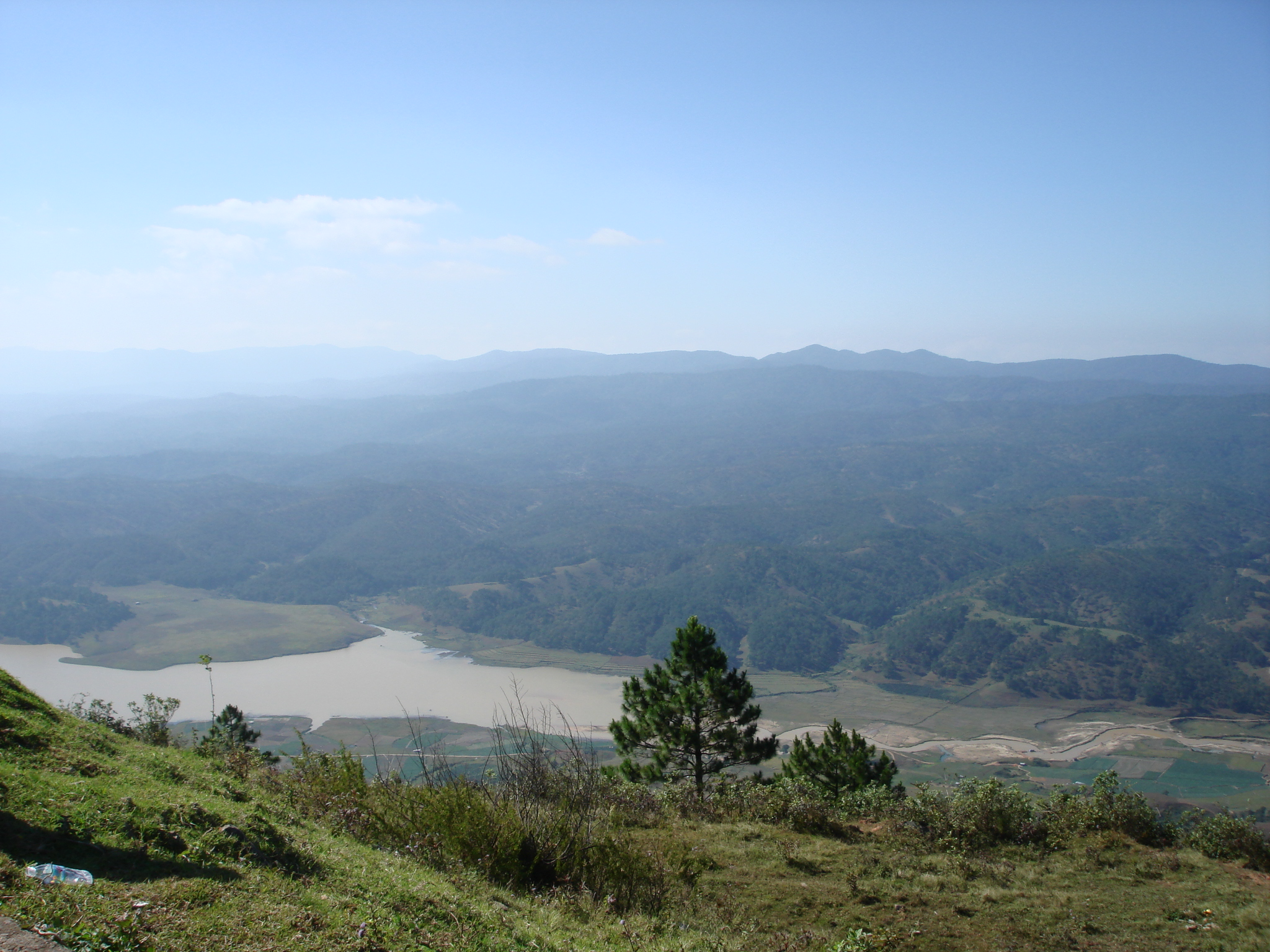
Suối Vàng-Suối Bạc nhìn từ trên đồi Ra-đa

Câu chuyện tình của chàng K’lang (người Lát, một nhánh của dân tộc K’Ho) và người con gái tên H'biang (người Chil, một nhánh khác của dân tộc K’Ho) đã làm xúc động bao du khách khi đặt chân đến đây. Nhà K’lang và H'biang đều ở dưới chân núi, họ tình cờ gặp nhau trong một lần lên rừng hái quả. H'biang gặp nạn và chàng K’lang đã dũng cảm cứu nàng thoát khỏi đàn sói hung dữ. Một lần gặp gỡ nhưng cả hai đã cảm mến, rồi họ đem lòng yêu nhau. Nhưng do lời nguyền giữa 2 tộc người mà H'biang không thể lấy K’lang làm chồng. Vượt qua tục lệ khắt khe và lễ giáo, hai người vẫn quyết tâm đến với nhau. Họ trở thành chồng vợ rồi bỏ đến một nơi trên đỉnh núi để sinh sống. Khi H'biang bị bệnh, K’lang tìm mọi cách chữa trị nhưng không khỏi. Chàng đành quay về báo cho buôn làng để tìm cách cứu nàng. Kết thúc câu chuyện, H'biang bị chết do nàng đỡ mũi tên có tẩm thuốc độc của buôn làng nhắm bắn K’lang. Đau buồn khôn xiết, K’lang đã khóc rất nhiều, nước mắt chàng tuôn thành suối lớn, ngày nay gọi là Đạ Nhim (suối khóc). Sau cái chết của hai người, cha Biang rất hối hận, đứng ra thống nhất các bộ tộc thành một dân tộc có tên là K’Ho. Từ đó các đôi nam nữ trong làng dễ dàng đến với nhau. Ngọn núi cao ở làng La Ngư Thượng, nơi chàng K’lang và nàng H'biang chết được đặt lên là Lang Biang - tên ghép của đôi trai gái, để tưởng nhớ hai người và tình yêu của họ.
- Huyền thoại Langbiang (trên bia đá tại đỉnh núi):

Ngày xưa tại vùng núi này, có người con trai tên Lang, tù trưởng bộ tộc Lát, thương người con gái tên Biang, con gái tù trưởng bộ tộc Chil. Do khác bộ tộc nên nàng Biang không cưới được chàng Lang, vì vậy hai người đành lấy cái chết để giữ trọn tình và phản đối luật tục khắt khe.
Khi Lang và Biang mất, cha của Biang hối hận đã thống nhất các bộ tộc người Lát, Chil, Sré...thành chung một dân tộc K'Ho. Từ đó thanh niên nam nữ các bộ tộc dễ dàng yêu nhau, cưới nhau. Mộ hai người dần trở thành hai ngọn núi cao nằm cạnh nhau và dân làng đặt tên cho ngọn núi này là núi LangBiang.

## Địa lý
Do nằm ở độ cao được xem là một trong những đỉnh núi cao nhất huyện Lạc Dương, núi Langbiang được xem là khu du lịch đặc thù với loại hình du lịch dã ngoại, khám phá thiên nhiên, tìm hiểu nét văn hoá của người dân nơi đây. Lang Biang còn là điểm thu hút du khách có thú phiêu lưu mạo hiểm với chương trình leo núi, chinh phục đỉnh cao. 
Từ dưới chân núi, Langbiang có đầy đủ các dịch vụ du lịch: như nhà hàng, quán ăn, hang lưu niệm. Đặc biệt, tại đây có dịch vụ xe Jeep (xe UAZ ngày xưa, xe 6 chỗ hiện nay) đưa khách lên đỉnh khá thú vị. Ngay dưới chân núi, có một thung lũng khá lớn, nơi đã tổ chức thành công lễ hội 100 năm Đà Lạt hình thành và phát triển. Do đó, nó được gọi là Thung lũng trăm năm, được thiết kế như một khu du lịch sinh thái, giải trí.

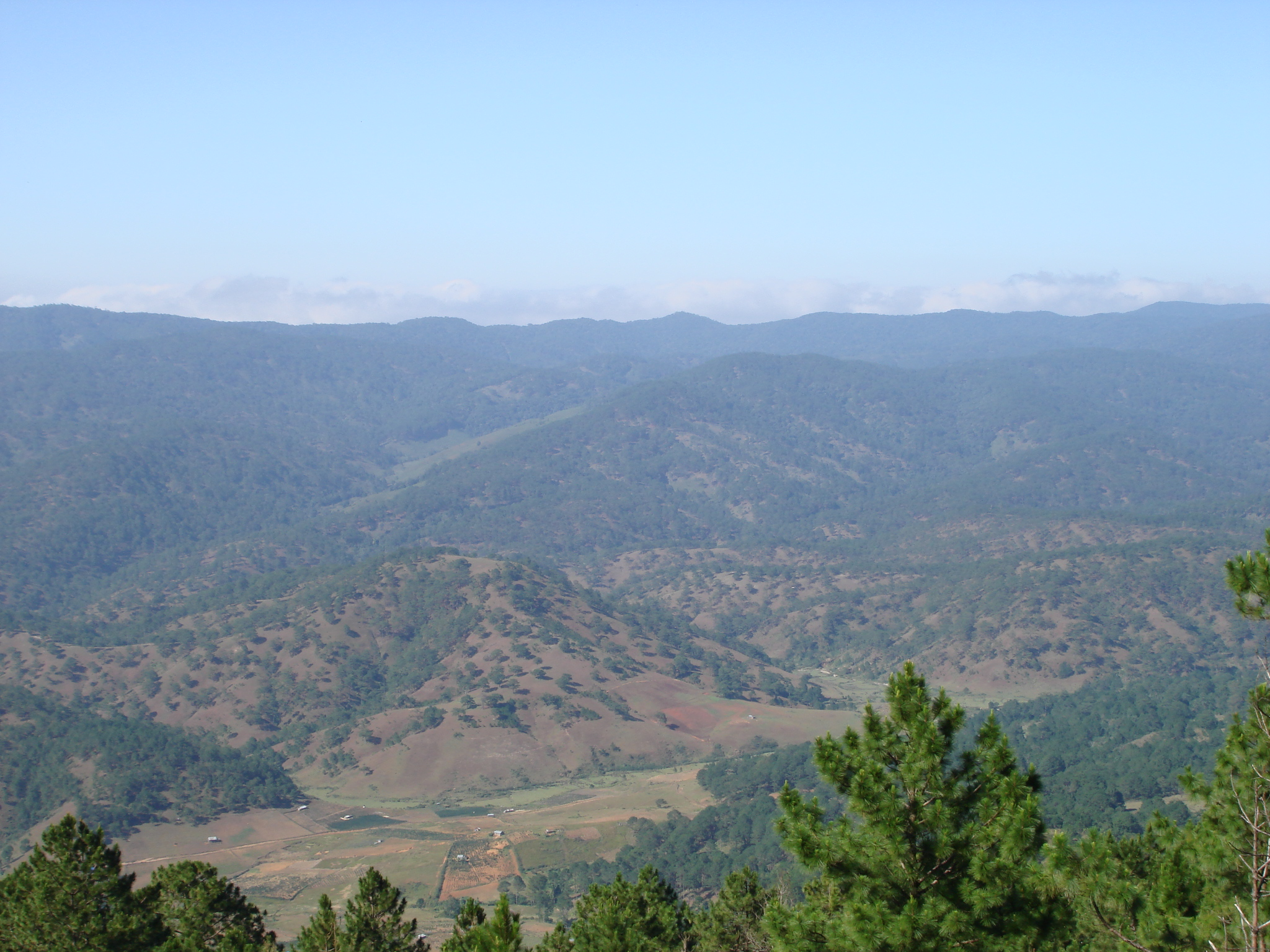
Đồi núi cao nguyên Lâm Viên nhìn từ đỉnh Langbiang

Tại đây, du khách có thể thưởng thức chương trình giao lưu, đốt lửa trại, uống rượu cần với người dân tộc, nghe họ kể những câu chuyện và văn hoá của dân tộc.
Lang Biang còn là điểm thu hút du khách có thú phiêu lưu mạo hiểm với chương trình leo núi, chinh phục đỉnh cao. Nếu du khách không thích đi bằng xe Jeep lên đỉnh đồi Ra-đa, du khách có thể chinh phục đỉnh núi bằng cách đi bộ theo con đường nhựa xuyên qua những cánh rừng thông và những nhà ở của dân tộc nơi đây.
Tại đỉnh đồi Ra-đa, có các dịch vụ như nhà hàng, quán cà phê và các dịch vụ khác như: ống nhòm nhìn thành phố Đà Lạt từ trên cao, cưỡi ngựa chụp hình. Đặc biệt, trên đỉnh đồi còn có vườn hoa, tượng chàng K’lang và nàng H'biang, khu bán hàng lưu niệm,...
Từ trên đỉnh đồi Ra-đa, du khách có thể nhìn thấy Suối Vàng và Suối Bạc và toàn cảnh Đà Lạt trên cao với những màn sương mù bay phất phơ trước mặt làm bạn cứ ngỡ như là đang ở trên mây.

## Thông tin về tuyến đường chinh phục đỉnh Langbiang

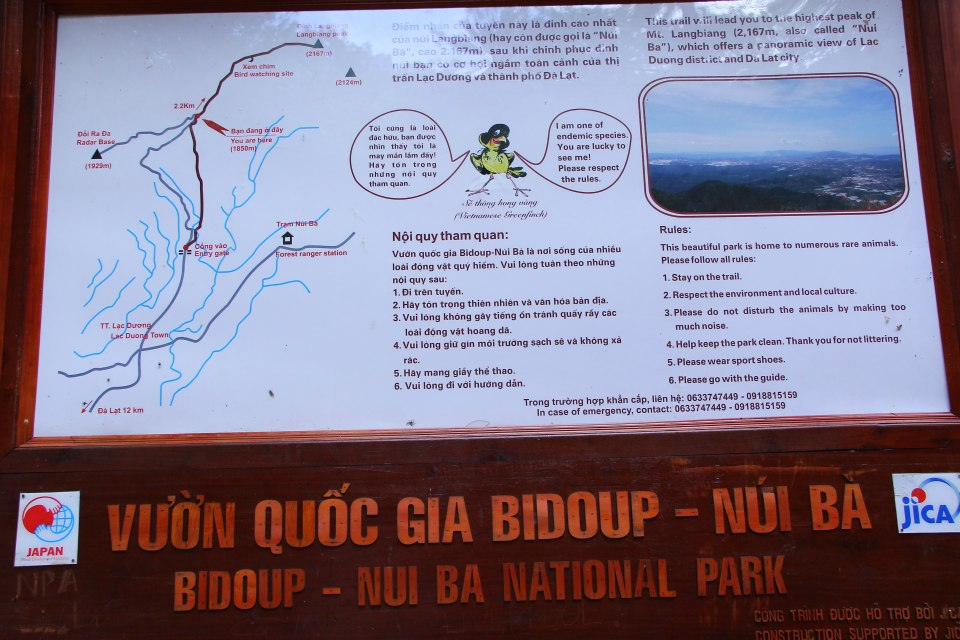
Bảng hướng dẫn đặt tại trạm kiểm soát của vườn quốc gia Bidoup Núi Bà

Từ trung tâm thành phố Đà Lạt, du khách có thể di chuyển bằng xe máy hoặc xe buýt quãng đường 12 Km đến chân núi. Nếu chọn xe buýt thì tên tuyến xe buýt là Đà Lạt - Lạc Dương. Trạm xe buýt tại khu trung tâm Hòa Bình gần chợ Đà Lạt.
Du khách có hai lựa chọn chính cho chuyến leo núi.

### Chinh phục đồi Ra đa (độ cao 1929 m)
Tuyến đường được rải nhựa, dài 6 km. Có thể đi bộ hoặc thuê xe Jeep lên đỉnh đồi
Dịch vụ xe Jeep: 360.000 đồng/1 xe(mỗi xe 6 người, không tính vé cho trẻ em dưới 6 tuổi, vé khứ hồi)
Vé cổng khu du lịch Langbiang: 40.000 đồng [3](năm 2018)
Thời gian trung bình để lên tới đỉnh đồi: nếu đi bộ 1,5 - 2h, nếu đi xe Jeep 15ph

### Chinh phục đỉnh Núi Bà - Langbiang (độ cao 2167m)
Con đường này khó đi nhưng cảnh đẹp và địa hình đa dạng hơn.
Thời gian trung bình đi từ chân núi lên tới đỉnh núi 3h. Thời gian đi từ đỉnh núi xuống chân núi 2h.
Có thể chia tuyến đường này làm 2 phần.

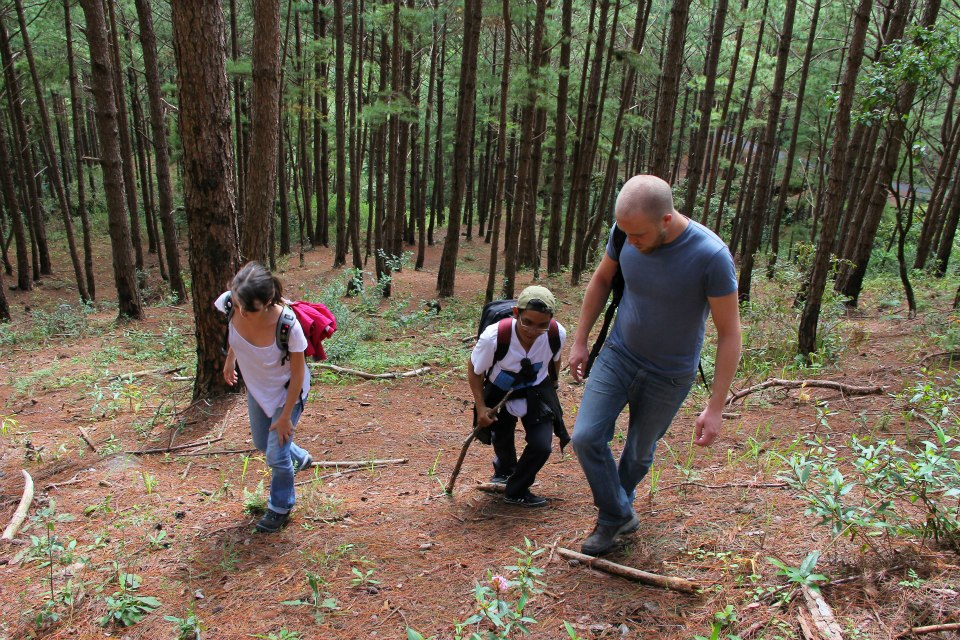
Đoạn dốc nhất của đoạn đường mòn từ cổng khu du lịch đến trạm kiểm soát

#### Từ cổng khu du lịch lên đến trạm kiểm soátvườn quốc gia Bidoup - Núi Bà
Có hai con đường để đến trạm kiểm soát:
- Đi theo đường nhựa mà xe Jeep dùng để vận chuyển hành khách đến đồi Ra đa, đi khoảng 3–4 km đến ngã 3 có trạm kiểm soát của vườn quốc gia thì rẻ phải vào con đường mòn.
- Không vào cổng của khu du lịch mà men theo con đường mòn bên phải cổng, bên đường có thể nhìn thấy một vài ngôi nhà và đất canh tác của đồng bào bản địa. Sau đó đi vào rừng thông, theo con đường mòn hướng đến trạm kiềm soát (lưu ý: đường dốc, có nhiều đoạn bị mất dấu - có thể bị lạc).

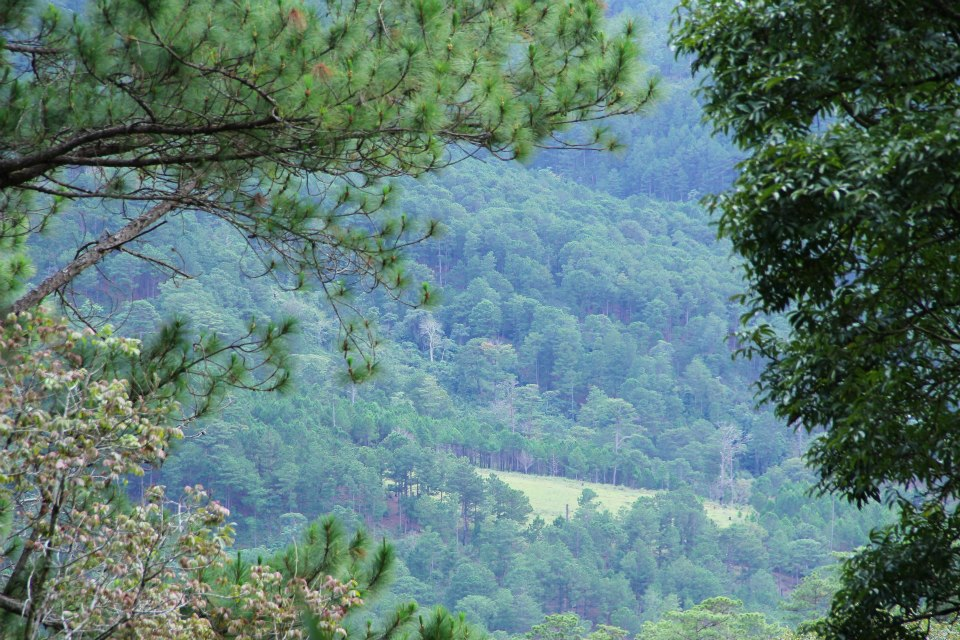
Tầm nhìn trên đường chinh phục đỉnh Langbiang

#### Từ trạm kiểm soát đến đỉnh Núi Bà - Langbiang
Đi theo con đường mòn. Đường mòn khá rõ ràng. Trên đường đi có thể thấy được sự phân bố của thực vật thay đổi theo độ cao. Du khách sẽ đi ngang qua rừng thông, rừng già, cây đại thụ, v.v.
Tuyến đường này là đường mòn không thể đi xe được.
Ngoài ra ban quản lý vườn quốc gia Bidoup Núi Bà (gần Zoo Doo) còn cung cấp dịch vụ hướng dẫn viên để dẫn đường và thuyết minh về sự đa dạng sinh học của vườn quốc gia (có thu phí, nếu muốn có hướng dẫn viên bạn có thể gọi điện thoại đăng ký trước).